# Holger Michaelis
Holger Michaelis (* 14. Februar 1942 in Halle) ist ein deutscher Soziologe, Wirtschaftswissenschaftler und emeritierter Professor der Humboldt-Universität zu Berlin.

## Leben und Wirken
Holger Michaelis absolvierte 1961 sein Abitur und studierte dann Soziologie und Wirtschaftswissenschaften an der Humboldt-Universität in Ost-Berlin in der damaligen DDR. Er machte an der Humboldt-Universität auch beruflich Karriere; ab Mai 1968 wurde er dort als Wissenschaftlicher Mitarbeiter tätig, 1972 promovierte er und wurde zugleich Wissenschaftlicher Oberassistent und lehrte an der Berliner Traditionsuniversität das Fachgebiet der Geschichte der Soziologie. 1979 wurde er zum Direktor für Erziehung und Ausbildung berufen und fungierte als stellvertretender Institutsdirektor für Soziologie.

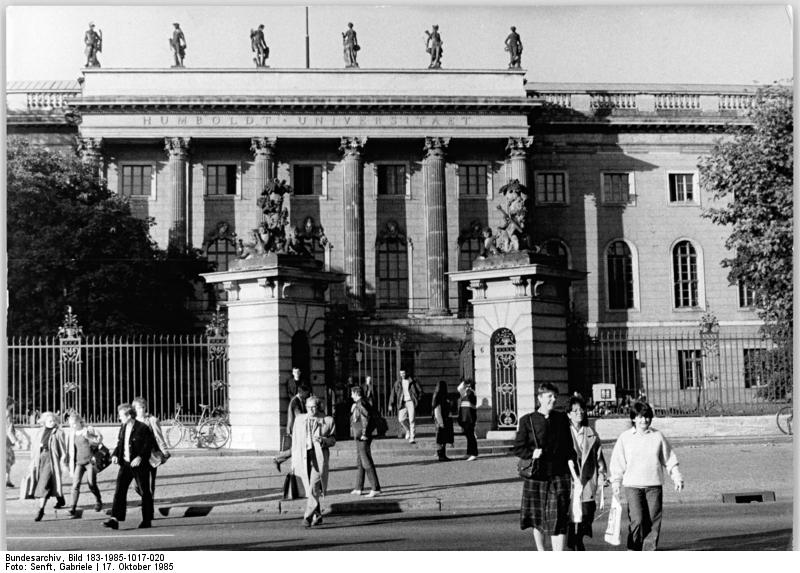
Hauptgebäude der Humboldt-Universität zu Berlin (1985)

Michaelis gehörte dem 1979 an der Humboldt-Universität gebildeten „Institut für Marxistisch-Leninistische Soziologie“ an, das einerseits eine fachdisziplinäre Professionalisierung der dort tätigen Wissenschaftler betrieb und andererseits versuchte, Anschluss an internationale Entwicklungen in der Soziologie zu bekommen, soweit das nachhaltige „ideologisch-politische Misstrauen“ des SED-Regimes gegen „alles Soziologische“ dies überhaupt ermöglichte.
Michaelis gehört dabei mit zu den Wissenschaftlern, die „die weitere Entwicklung der Soziologie in und außerhalb der Humboldt-Universität wesentlich beeinflusst und mitgestaltet“ haben (Helmut Wollmann).
Die Wende und die deutsche Wiedervereinigung erlebte Michaelis noch während seiner Forschungs- und Lehrtätigkeit mit. Aufgrund der gesundheitlichen Folgen eines 1992 erlittenen schweren Unfalls schied er zum Ende des Jahres 1992 endgültig aus dem aktiven Hochschulbetrieb aus. Mittlerweile beschäftigt Michaelis sich wieder mit der Wissenschaft; sein derzeitiger Schwerpunkt liegt in der Politischen Ökonomie und der Betrachtung der wirtschaftlichen Einflüsse auf den sozialen Wandel.
Holger Michaelis hat gemeinsam mit Angela Michaelis zwei Söhne. Er lebt und arbeitet in Berlin.

## Rezeption
Michaelis stellte eine Reihe von grundlegenden Erhebungen und soziologischen Untersuchungen an, die inzwischen bereits mehrmals für die wissenschaftliche Aufarbeitung der sozialen Rahmenbedingungen insbesondere von jugendlichen Arbeitnehmern in der ehemaligen DDR herangezogen wurden. Dies erfolgte sowohl bei westdeutschen Studien zu „DDR-Zeiten“, wie beispielsweise zur Situation der Jugend oder zu innenpolitischen Verhältnissen in der damaligen DDR, als auch nach der politischen Wende in der DDR.
So werden zum Beispiel in einem Beitrag in der vom Johann Gottfried Herder-Forschungsrat herausgegebenen Zeitschrift für Ostforschung, Heft 1 (1975), u. a. auch die 1967 publizierten Untersuchungen von Michaelis zur sozialen Integration von Jugendlichen in (DDR)-Industriebetrieben zitiert und interpretiert. Auch der Verfasser eines Fachbeitrages in dem Sonderheft Wissenschaftssoziologie. Studien und Materialien der Kölner Zeitschrift für Soziologie und Sozialpsychologie, herausgegeben 1975 vom Forschungsinstitut für Sozial- und Verwaltungswissenschaften an der Universität zu Köln und im Westdeutschen Verlag veröffentlicht, bezieht sich mehrmals auf die Untersuchungen von Michaelis von 1967 und verwertet diese. Das Heft 3/1975 der Kölner Zeitschrift für Soziologie und Sozialpsychologie wurde 1977 unter dem Titel Jugend im doppelten Deutschland in ergänzter, revidierter und aktualisierter Neuauflage als eigenständiges Buch veröffentlicht; darin sind wiederum mehrere Bezüge auf die Arbeiten von Michaelis enthalten.
Der Politikwissenschaftler Peter-Claus Burens greift in seiner Dissertation von 1981 an der Universität Bonn, die er im gleichen Jahr im West-Berliner Wissenschaftsverlag Duncker & Humblot unter dem Titel Die DDR und der „Prager Frühling“ veröffentlichte, u. a. ebenfalls auf diese Untersuchungen von Michaelis zurück. Auch der Wirtschaftswissenschaftler Wolfgang Zimmermann nimmt in seiner Dissertation von 2000 an der Ruhr-Universität Bochum u. a. auf die Jugendlichen-Integrations-Untersuchungen und deren Auswertung von Michaelis Bezug und zitiert die Ergebniskommentierung von Michaelis. Zimmermanns Dissertation wurde 2002 unter dem Titel Die industrielle Arbeitswelt der DDR unter dem Primat der sozialistischen Ideologie im Lit Verlag in deren Reihe Studien zur DDR-Gesellschaft veröffentlicht.

## Veröffentlichungen (Auswahl)
- Einige Probleme der sozialen Integration Jugendlicher im Industriebetrieb, in: Soziologische Aspekte der Arbeitskräftebewegung, Hrsg. von Kurt Braunreuther, Fred Oelssner und Werner Otto, Berlin 1967.
- Zu einigen theoretischen Voraussetzungen für die Analyse der Sozialstruktur, in: Wissenschaftliche Zeitschrift der TU Dresden, Heft 3, 1968.
- Die soziale Mobilität von Leitern in sozialistischen Industriebetrieben, Dissertation an der Humboldt-Universität zu Berlin, Berlin 1972, Neuveröffentlichung: 2009 – ISBN 978-3-640-37454-0.
- Beitrag in: Jahrbuch der Wirtschaftsgeschichte der Deutschen Akademie der Wissenschaften zu Berlin, Berlin 1975.
- Beitrag in: Zwischen Wende und Wiedervereinigung – Analysen zur politischen Kultur in West- und Ost-Berlin, Hrsg. von Hans-Dieter Klingemann, Lutz Erbring und Nils Diederich, Westdeutscher Verlag, Opladen 1995, ISBN 3-531-12653-9, (= Schriften des Zentralinstituts für Sozialwissenschaftliche Forschung der Freien Universität Berlin; Bd. 77.).
- Soziale Rollen und objektive Notwendigkeiten – Eine Darstellung der Metamorphose der dem Handeln inhärenten Notwendigkeiten in sozialen Rollen, Grin, München 2009, ISBN 978-3-640-30404-2.
- Tausch und Wert – Eine Erklärung der Herausbildung des Tauschwertes, Grin, München 2009, ISBN 978-3-640-30406-6.
- Die Soziologie und das Soziale – Eine Erklärung der bislang vergeblichen Versuche einer adäquaten Bestimmung des Gegenstandes der Soziologie, Grin, München 2009, ISBN 978-3-640-40722-4.
- Politische Ökonomie des Kapitalismus – entideologisiert, Kovac, Hamburg 2011; ISBN 383-0-05529-3.
- Verhalten und Verhältnisse – das Explanandum und das Explanans soziologischer Erklärung, m!, Köln, Berlin 2013; ISBN 978-3-86463-070-5.
- Die Systemfehler der sozialen Marktwirtschaft, m!, Köln, Berlin 2013; ISBN 978-3-86463-072-9.